# Vol Air France 152
Le 3 août 1953, le Lockheed L-749 Constellation assurant le vol Air France 152, entre Paris et Téhéran avec escales à Rome et Beyrouth, est contraint d'amerrir au large de Kayaköy, en Turquie, en raison de la perte d'un moteur. Sur les 34 passagers et huit membres d'équipage, quatre meurent dans l'accident.

## Déroulement du vol
L'appareil Lockheed L-749 Constellation décolla de l'aéroport d'Orly le 2 août à 18 h 38, il fit escale à Rome puis repartit à 22 h 32 pour Beyrouth.
Vers 2 heures du matin, l'appareil connaît des problèmes sur le moteur no 3. Les vibrations causées entraînèrent le détachement de ce moteur, ce qui endommage l'arrière du fuselage. Pour faire cesser les vibrations causées par la perte du moteur, l'équipage coupe le no 4. L'appareil perd de l'altitude et l'équipage tente un amerrissage d'urgence à proximité des côtes au sud-ouest de la Turquie. Le temps de descente permet aux passagers de mettre leurs gilets de sauvetage. La mer étant calme, l'appareil se pose sans se détruire.
Les passagers et les membres d'équipage évacuent l'avion et restent sur les ailes. Quelques passagers et membres d'équipage rejoignent la côte, distante de 2 km, à la nage pour avertir les secours. Des bateaux de pécheurs récupèrent ceux qui étaient restés, l'avion ayant sombré, ils avaient dû se jeter à l'eau. Quatre passagers se sont noyés.
Un accident semblable se produisit le 15 janvier 2009. Un Airbus A320 de US Airways connait une panne moteur au décollage de LaGuardia à la suite d'une collision aviaire. L'appareil se posa sur le fleuve Hudson et il n'y eut aucun mort.
En 2018, la Marine turque retrouve l'épave du Lockheed Constellation d'Air France.